# Jakabszállás
Jakabszállás je obec v Maďarsku v župě Bács-Kiskun v okrese Kecskemét. Žije v ní 2590 obyvatel (podle sčítání z roku 2015).

## Poloha
Jakabszállás leží ve středním Maďarska, ve Velké dunajské kotlině. Nejbližším městem je Kecskemét, vzdálený 15 km. Vesnice se nachází nedaleko národního parku Kiskunság. Vedle obce se nachází letiště.

## Historie
Před tureckými nájezdy zde žili Maďaři, kteří byli za nadvlády Turků vyhnáni. Roku 1895 byly zakládány nové farmy a rozšířeno zemědělství. Obec se stala samostatnou v roce 1924.

## Zajímavosti
- katolický kostel z roku 1944
- kalvinistický kostel
- kaple z roku 1924